# Norbert Schemansky
Norbert Schemansky, né le 30 mai 1924 à Détroit (Michigan) et mort le 7 septembre 2016 à  Dearborn (Michigan), est un haltérophile américain.

## Palmarès

### Jeux olympiques
- Médaille d'argent aux Jeux de 1948 à Londres (Royaume-Uni)
- Médaille d'or aux Jeux de 1952 à Helsinki (Finlande)
- Médaille de bronze aux Jeux de 1960 à Rome (Italie)
- Médaille de bronze aux Jeux de 1964 à Tokyo (Japon)[1]

### Championnats du monde
- Médaille d'argent en 1947 à Philadelphie (États-Unis)
- Médaille d'or en 1951 à Milan (Italie)
- Médaille d'or en 1953 à Stockholm (Suède)
- Médaille d'or en 1954 à Vienne (Autriche)
- Médaille d'argent en 1962 à Budapest (Hongrie)
- Médaille d'argent en 1963 à Stockholm (Suède)
- Médaille de bronze en 1964 à Tokyo (Japon)

### Jeux panaméricains
- Médaille d'or aux Jeux de 1955 à Mexico